# Gnathophis mystax
Gnathophis mystax är en fiskart som först beskrevs av Delaroche, 1809.  Gnathophis mystax ingår i släktet Gnathophis och familjen havsålar. Inga underarter finns listade i Catalogue of Life.